# Lisa Goldstein
Lisa Goldstein, född 30 juli 1981 på Long Island i New York, är en amerikansk skådespelare. Hon är mest känd för rollen som Millicent Huxtable i One Tree Hill.